# 田中綾華
田中 綾華（たなか あやか、1993年 - ）は日本の実業家、バラ農園経営者、ROSE LABO株式会社 代表取締役社長、農業女子プロジェクト（農林水産省）メンバー、アグリイノベーション大学校特別講師。東京都中野区生まれ、練馬区育ち。

## 概要
東京都中野区出身。サラリーマン家系に生まれる（非農家）。バラに魅了され、二松學舍大学中退後、食用バラ農家にて修行をし、2015年（平成27年）22歳のときに「誰よりもバラを愛し、バラに愛される企業」を目標に「ROSE LABO（ローズラボ）株式会社」を設立。
「GSEA学生起業家」日本代表をはじめ「マイナビ農業アワード」最優秀賞、SNB女性起業家賞、渋沢栄一ビジネス大賞ほか多数受賞。自称「キラキラ系じゃなくてメラメラ系起業家」。「食べられるバラ」を自社栽培。バラを加工した化粧品を販売、飛び込み営業を始め、約200店舗で常設販売中。
現在、バラ農園経営者として埼玉県深谷市にある農園と、営業事務所がある東京都港区行き来する。栽培するバラは鑑賞用ではなく食用。エディブル・フラワー（食用花）として高級スーパーや契約レストランに卸している。農林水産省 農業女子プロジェクトメンバー。「6次産業」の農家として、講義、セミナーなどを行っている。

## 経歴
1993年（平成5年）東京都中野区生まれ。起業家だった曽祖母の影響で幼い頃からバラが好きになる。曾祖母は夫が早く亡くなり、引き継いだ会社を経営していた。
幼少期より友達と楽しく毎日を過ごすことが第一で、特技や趣味に熱中したり、目標を立てて何かに没頭するといったこともなく、いわば漠然と過ごしてきた。
2012年（平成24年）二松學舍大学に入学。夢を持っている大学時代の友人たちに接し、また当時読んだアレックス・シアラー著『青空のむこう』に触発され、「自身の人生」「生と死」「自身の進む道」などを考えるようになり、好きな「バラ」を仕事にしたいと思うようになった。その思いが募ると大学を中退し、単身、大阪のバラ農家に弟子入り、そこで2年間修業した。
独立のための農園用地を埼玉県深谷市に見つけると、2015年（平成27年）9月に独立し、「ROSE LABO」を設立。当初は「バラ」がうまく育たず、アルバイトをしながらの農園経営であった。当時は、早朝から埼玉で農園作業、昼頃からは東京で営業、夜は埼玉でアルバイトといった生活だったという。バラ栽培技術向上のため、2016年（平成28年）にアグリイノベーション大学校入学、またそこで紹介を受けた大分のバラ農家の指導も受け、バラ栽培が軌道に乗る様になり、アルバイトに頼ることなくバラ農園に専念できるようになった。
2017年（平成29年）世界56ヵ国から世界一の学生起業家を決める「GSEA学生起業家」日本代表に選出。食品や化粧品開発もあり、創業3年にして年商1億円を突破する様になった。。同年、世界に羽ばたく起業家・女性起業家賞を受賞。
2019年（令和元年）8月、東京・南青山に初の直営店をオープン。同年9月20日「マイナビ農業アワード」で最優秀賞を受賞。同年11月15日「SNB女性起業家賞」受賞。高齢化が進む農業の世界で6次産業化を進めていることが評価。
2020年（令和2年）2月5日、新たな事業・革新的な技術開発を表彰する「渋沢栄一ビジネス大賞」受賞。
2022年（令和4年）29歳にNOW会社を設立。12月、柴咲コウが代表を務める「レトロワグラース」文化人枠として専属マネジメント契約を締結。
2023年（令和5年）4月25日、Forbesが選ぶ新起業家100人「Forbes NEXT100」の1人に選出。
現在、アグリイノベーション大学校の特別講師を務める（2018年～現任）。

## 人物
- 身長171cm、愛犬家。ビション・フリーゼの犬種で『とろろ』という犬を飼っている。名前の由来は毛が白いからで度々自身のSNSに登場する[3]。休日の過ごし方は読書を好む。ハマっていることは日本酒とサウナ [17]
- TOKIO城島茂のインタビューに「農家は魔法使い。育てた作物をいろいろな形に変えられるのは農家だけ」と答える[5]。

## 書籍
- 『農業フロンティア 越境するネクストファーマーズ』（文藝春秋、川内イオ・著、2021年10月20日)　ISBN 978-4166613366 - 農業に携わる成功者10人の1人として寄稿

## 出演

### テレビ
- 『大学生とつくる就活応援ニュースゼミ』（NHK総合）[18]　※ 「教えて先輩!」出演 https://youtube.com/EjLU5k
- 『ふるさとの未来』（TBSテレビ）[19]
- 『サスティな!〜こんなとこにもSDGs〜』（フジテレビ）[20]
- 『サタデープラス』（毎日放送）- 業績を伸ばす会社社長特集で出演
- 『昼めし旅』（テレビ東京）
- 『LIVEニュース』（J:COM）
- 『羽鳥慎一のモーニングショー』（テレビ朝日）[1]
- 『スッキリ』（日本テレビ）[1]
- 『Oha!4 NEWS LIVE』（日本テレビ）[1]
- 『news every.』（日本テレビ）[1]
- 『ヒルナンデス!』（日本テレビ）[1]
- 『あさイチ』（NHK総合）[1]
- 『日経スペシャル カンブリア宮殿』（テレビ東京）[1]

### ラジオ
- 『地方創生プログラム ONE-J』（TBSラジオ）[21]
- 『望月智之 イノベーターズ・クロス』（ニッポン放送）[22]
- 『堀江貴文のホリサン』（CROSS FM）[23]
- 『小澤征悦のBMW FREUDE FOR LIFE』（J-WAVE）[24]
- 『RADIO DONUTS』（J-WAVE）[25]
- 『ロコラバ』（コミュニティFM97局）[26]

### 雑誌
- 『Forbes』[27][28]
- 『アグリバイオ』（北隆館） - 「原材料から新素材を開発するウルトラニッチ戦略」[29]
- 『月刊事業構想』（事業構想大学院大学）[30]

### 新聞
- 『日本経済新聞』[31]
- 『埼玉新聞』 - 話題の社長特集で紹介[32]

## ROSE LABO
ROSE LABO株式会社（英語表記は ROSE LABO, Inc.）は、埼玉県深谷市に本社を構える。2015年設立、代表取締役社長は田中綾華。土を使用しない水耕栽培で、農薬を使わずに「食用バラ（エディブルフラワー）」の栽培を行う。約1,000坪の農場で食用バラのみ栽培をしており、栽培施設、生産、出荷過程から商品企画、販売まで自社で運営する。

### 沿革
- 2015年（平成27年）9月7日設立、代表取締役社長に田中綾華が就任
- 2023年（令和5年）6月時点で資本金3.7億円（資本準備金含む）
- 2024年（令和6年）7月、埼玉県は新1万円札となった渋沢栄一にちなみ「埼玉県渋沢栄一スピリッツ企業認定制度」を設立、18企業が選出される。ROSE LABO株式会社は、埼玉りそな銀行、東京ガス、サッポロビールに続いて8番目に選ばれた[33]。

### 事業内容
1. 自社農園で栽培した農薬不使用の「食べられるバラ」のオリジナル原料供給
2. 「食べられるバラ」由来の食品 / 化粧品のオーガニックブランド事業

### 会社構成
- 代表取締役：田中綾華
- 取締役：大石賢一
- 取締役：田中詩織
- 取締役：田中顕
- 監査役：植村亮仁（公認会計士）
- 監査役：塩川泰子（弁護士）